# 小松倍一

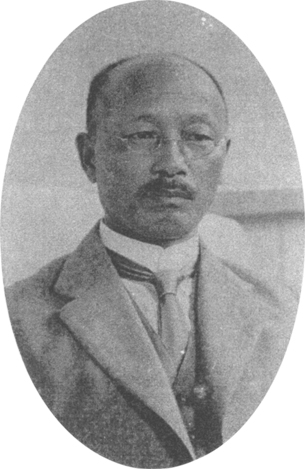
小松倍一

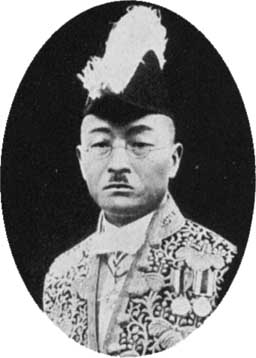
小松倍一

小松 倍一（こまつ ばいいち、1873年（明治6年）9月15日 - 没年不詳）は、日本の教育者。

## 経歴
長野県東筑摩郡片丘村（現在の塩尻市）出身。1899年（明治32年）、東京帝国大学文科大学史学科を卒業。岐阜県大垣中学校教諭、山口県立豊浦中学校教諭、静岡県立掛川中学校校長、石川県立金沢第一中学校校長、福岡県立中学校修猷館校長、第五高等学校教授、松江高等学校校長、第六高等学校校長、水戸高等学校校長を歴任。1931年（昭和6年）に第四高等学校校長に就任した。
1937年（昭和12年）に退官した後は、東洋高等女学校校長を務めた。